# Sven Axbom
Sven Axbom (Norrköping, 1926. október 15. – Torsås, 2006. április 8.) svéd válogatott labdarúgó.
A svéd válogatott tagjaként részt vett az 1958-as világbajnokságon.

## Sikerei, díjai

### Játékosként
IFK Norrköping
- Svéd bajnok (3): 1955–56, 1956–57,  1960

Svédország
- Világbajnoki döntős (1): 1958